# Скрипицыны
Скрипи́цыны (Скрипи́цины, Скрыпи́цыны) — древний столбовой дворянский род.
Землевладельцы в Московской, Курской и Ярославской губерниях. Среди представителей есть крупные государственные, политические и военные деятели, из рода происходил митрополит Московский и всея Руси Иоасаф.
Внесён в VI и II части родословных книг Московской, Костромской, Саратовской, Тверской и Ярославской губерний.

## История
Род столбовых дворян Скрипицыных восходит к XV веку. В списках Столбцов с 1616 года.
Первые упоминания представителей рода в русских летописях относятся к Переяславль-Залесскому уезду, где Скрипицыны владели вотчинами и поместьями (до 1425). Послух Назар Скрипицын упомянут в «Закладной кабале Васюка Ноги Есипова старцу Троице-Сергиева монастыря Геронтию Лихареву на Лукинскую пустошь Углицкого уезда» (1447—1455). В первой трети XVI века фигурируют как писчики и послухи в актах, а также как владельцы вотчин в Дмитровском, Кашинском, Переславском и Ростовском уездах.
Дмитрий Скрипицын и Шибай Семёнович Скрипицын (1519 и 1525) находились в литовском плену по итогам Русско-литовской войны. Алексей Смерд Григорьевич Скрипицын (декабрь 1518) — пристав у литовского гонца Гритцко, сопровождал его от Смоленска до Москвы. Иоасаф (Скрипицын) (?—1555) был митрополитом московским и известен как крёстный отец Ивана IV Грозного. Бестуж Скрипицын убит при взятии Казани (1552). Дмитрий Скрипицын был новгородским дворцовым дьяком (1539—1549). В Тысячной книге 1550 года упомянут Скрыпицын Иван Меньшой Тимофеев сын, новгородский сын боярский II статьи «из Колбяг» (др.-рус. кълбягъ, др.-сканд. kylfingar) .
Некоторые Скрипицыны были опричниками — в частности, Севастьян Дмитриевич Скрипицын (1567) и, вероятно, Искач Степанович Скрипицын (1571).
В XVI—XVII вв дети боярские Скрипицыны владели имениями в Водской, Деревской, Обонежской и Шелонской пятинах бывшей Новгородской республики. С 80-х—90-х гг XVI века — имениями в Угличской земле. В XVII веке многие Скрипицыны служили по московскому списку воеводами, стольниками, стряпчими и т. п. Иван Степанович Скрипицын был воеводой в Муроме (1693—1695), Юрий Савельевич — воеводой в Тотьме (1679), Фёдор Исаевич — воеводой в Нерчинске (1692).
Этимологически фамилия Скрипицын происходит от гриба скрипицы — названия груздя, млечника (Lactarius vellereus) в ряде северорусских говоров.
Обычно Скрипицыны были очень рослыми и русоволосыми, поэтому с петровских времён традиционно служили в Преображенском полку, у истоков создания которого стояли. Витебский 27-й пехотный полк (1703—1708) также официально назывался пехотный полковника Скрипицына полк, надпись: «1703 г. пехотный Скрипицына полк» сохранялась на его знамёнах вплоть до расформирования (1918).
Скрипицыны принимали участие в Северной войне (1700—1721), Отечественной войне 1812 года, Первой мировой войне (1914—1918) и других вооружённых конфликтах в составе российской армии.

## Известные представители
- Иоасаф (Скрипицын) (ум. 1555) — митрополит Московский и всея Руси (1539—1542), восприемник от купели Ивана IV Грозного.
- Степан Иванов Скрипицын († 23 января 1569) — послух по Переславскому уезду (1538—1539 и 1548), голова при взятии Казани (1552— 1553). Помещик в Верхнедубенском стане Переславского уезда, Обонежской и Деревской пятинах. Убит от литвы под Изборском 23 января 1569 года и похоронен в Псково-Печерском монастыре[22].
- Филип Алексеев Скрипицын — городовой сын боярский Водской пятины. Недельщик (1594—1595), помещик Кипенского погоста (1601—1613). Наряду со Скрипицыными: Иваном Веригиным, Фёдором Веригиным, Миной Веригиным, Захарием Остафьевым, Семёном Семёновым, — один из «тихвинских сидельцев» — участников восстания жителей Тихвина против шведских интервентов в 1613 году[23]. Новгородский городовой приказчик (1625—1626)[24].
- Скрипицын Юрий Васильевич — воевода в Тотьме (1679—1680).
- Скрипицыны: Кузьма, Юрий Савельевич, Герасим Юрьевич — воеводы в Кадоме (1681 и 1690).
- Скрипицын, Фёдор Исаевич — воевода в Нерчинске (1692—1693).
- Скрипицын, Иван Исаевич — стольник (1686—1692) и полковник[25].
- Скрипицын, Иван Степанович — стольник (1686—1692) и полковник, стрелецкий голова. Участник Северной войны и Прутского похода (1711)[26].
- Скрипицыны: Иван и Степан Фёдоровичи, Иван Михайлович — московские дворяне (1692).
- Скрипицын Семён Иванович — стряпчий (1683).
- Скрипицына, Екатерина Юрьевна — наследница нескольких вотчин и земель в Москве. Жена дьяка Автонома Ивановича Иванова. Бабушка помещицы Салтычихи.
- Скрипицыны: Гаврила Юрьевич, Дмитрий Герасимович, Иван Степанович, Михаил Иванович, Никита и Фёдор Исаевичи — стольники (1686—1699)[27].
- Скрипицын, Александр Дмитриевич — секунд-майор, известный в истории Пугачёвского бунта защитой пригорода Осы (1774)[28].
- Скрипицын, Алексей Васильевич (ум. 1815) — квартирмейстер, ротмистр Конной Гвардии, бригадир[29]. Секретарь масонской ложи Немезиды[30].
- Скрипицын, Валерий Валерьевич (1799—1874) — тайный советник, директор Департамента духовных дел иностранных исповеданий[31].
- Скрипицына, Вера Николаевна (1801—1874) — инспектриса Смольного института благородных девиц в Санкт-Петербурге, гувернантка детей наследника цесаревича Александра Николаевича (1846-1849), будущего императора Александра II.
- Скрипицына, Александра Фёдоровна (de Skrypitzine-Tripet, 1819—1895) — супруга сына французского консула в России, подруга Проспера Мериме, хозяйка Виллы «Александра» в Каннах. Основательница русского поселения (1849) и русского ( La Petite Russie ) квартала в Каннах. Одна из основателей русской церкви Архангела Михаила в Каннах.
- Григорьев, Николай Петрович (1822—1886) — петрашевец, по материнской линии — из рода Скрипицыных[32].
- Скрипицын, Владимир Николаевич (1848—1929) — российский государственный деятель, действительный статский советник, губернатор Якутской области.
- Скрипицын, Борис Владимирович (1886—1930) — капитан Лейб-гвардии Преображенского полка, участник Первой мировой войны, Георгиевский кавалер[33]. Командир роты преображенцев в дни Февральской революции[34].
- Скрипицын, Константин Владимирович (1893—1940)[35] — мичман Морского корпуса, участник Первой мировой войны. Лейтенант Добровольческой армии и ВСЮР, старший лейтенант Черноморского флота в Русской Армии до эвакуации Крыма[36]. На 1921 год — в составе Русской эскадры в Бизерте, лагерь Надор[37].

## Описание герба
Щит разделён перпендикулярно на две части, из них в правой части, в верхнем голубом поле, изображена рука в серебряных латах с мечом, поднятым вверх; в нижнем серебряном поле масличная ветвь, означенная диагонально слева направо, и между этими двумя полями видна полоса красного цвета. В левой части, в золотом поле, виден стоящий на задних лапах лев натурального цвета, повёрнутый в левую сторону, с загнутым вверх хвостом.
На щите дворянский коронованный шлем. Нашлемник: между двух распростёртых чёрных орлиных крыл находится в латах рука с мечом. Намёт на щите голубой, подложенный серебром (Гербовник, III, 57).